# Peniocereus oaxacensis
Peniocereus oaxacensis är en kaktusväxtart som först beskrevs av Nathaniel Lord Britton och Joseph Nelson Rose, och fick sitt nu gällande namn av David Richard Hunt. Peniocereus oaxacensis ingår i släktet Peniocereus och familjen kaktusväxter. Inga underarter finns listade i Catalogue of Life.